# Elisabeth Calvo Valentín
Elisabeth Calvo Valentín (Torrejón de Ardoz, Madrid, España, 9 de julio de 1997) es una árbitra de fútbol española adscrita al comité madrileño del Comité Técnico de Árbitros. Desde la temporada 2022-23 dirige en la Primera División Femenina (Liga F). En 2025 obtuvo la escarapela FIFA, integrándose en la nómina de colegiadas internacionales españolas.

## Trayectoria
Se incorporó al arbitraje madrileño y fue progresando por categorías nacionales. En la temporada 2022-23 ascendió a la máxima categoría del fútbol femenino español (Liga F).
Desde 2024-25 también dirige encuentros en la Segunda Federación (categoría masculina), en la que debutó con designaciones como el Bergantiños–Llanera (29 de septiembre de 2024) o el Villanovense–Xerez DFC (13 de octubre de 2024).
En mayo de 2024 ejerció como árbitra principal de VAR en la final de la Copa del Rey.

## Internacional
El 24 de junio de 2024 el CTA anunció su propuesta como nueva colegiada internacional para 2025 y, desde ese año, figura en la lista de árbitras FIFA de España.

## Datos biográficos
Nació en Torrejón de Ardoz (Comunidad de Madrid) el 9 de julio de 1997 y pertenece al Comité de Árbitros de la Comunidad de Madrid.